# Filogranula stellata
Filogranula stellata är en ringmaskart som först beskrevs av Southward 1963.  Filogranula stellata ingår i släktet Filogranula och familjen Serpulidae. Arten har ej påträffats i Sverige. Inga underarter finns listade i Catalogue of Life.